# Mahan Mj

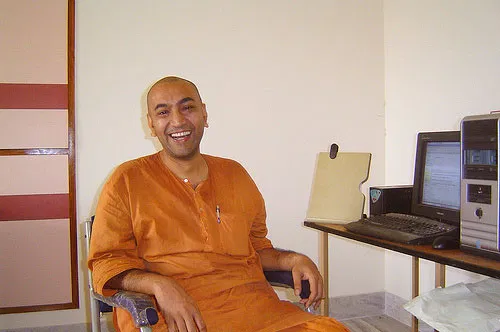
Mahan Mj

Mahan Mj (* 5. April 1968 als Mahan Mitra, bengalisch মহান মিত্র) ist ein indischer Mathematiker und Mönch (Ramakrishna Math-Orden).
Er ist auch als Mahan Maharaj und seinem Mönchsnamen Swami Vidyanathananda (ab 2008) bekannt.
Mahan Mj wuchs in Kalkutta auf, wo er die St. Xavier’s Collegiate School besuchte und sein Vater Manager einer Firma war. Er studierte am Indian Institute of Technology Kanpur zunächst Elektrotechnik und wechselte dann zur Mathematik. Nach dem Master-Abschluss 1992 ging er an die University of California, Berkeley und wurde 1997 bei Andrew Casson promoviert (Maps on Boundaries of Hyperbolic Metric Spaces). Als Post-Doktorand war er 1998 am Institute of Mathematical Sciences in Chennai, schloss sich dann aber dem Ramakrishna-Math-Orden an. Den Entschluss Mönch zu werden fasste er in Berkeley. Ursprünglich hatte er eher atheistische Auffassungen, wie er in einem Interview sagte, am Mönchtum zog ihn aber die Konzentration auf fundamentale ethische Werte wie Wahrheit und Selbstlosigkeit an. Bis 2015 war er Professor an der  Ramakrishna Mission Vivekananda University im Belur Math. Danach war er Professor am Tata Institute of Fundamental Research.
Er befasst sich mit hyperbolischen Mannigfaltigkeiten. 2014 bewies er die Existenz von Cannon-Thurston-Abbildungen. Daraus folgerte er, dass zusammenhängende Grenzmengen endlich erzeugter Kleinscher Gruppen lokal zusammenhängend sind.	
2011 erhielt er den Shanti-Swarup-Bhatnagar-Preis in Mathematik und 2015 den Infosys Preis.
Er war eingeladener Sprecher auf dem Internationalen Mathematikerkongress in Rio de Janeiro 2018 (Cannon-Thurston maps).
In einem Interview beklagt er die veralteten Lehrmethoden im Bereich Mathematik in Indien, wo weiterhin besonders in den Schulen und unteren Klassen der Universitäten völlig veraltete Lehrbücher benutzt werden, der Schwerpunkt auf der Beherrschung des dort präsentierten Unterrichtsmaterials gelegt wird und das Stellen von Fragen systematisch unterbunden wird. Auch die Lehrer würden häufig denselben Stoff zwanzig Jahre lang lehren ohne Neuerungen zu berücksichtigen. Die „prähistorische“ Art und Weise des Mathematikunterrichts in Indien führt er darauf zurück, dass Inder es lieben „faul zu sein“. Ausnahmen sah er nur in einigen wenigen Eliteuniversitäten (wie die Indian Institutes of Technology, das Chennai Mathematical Institute oder die Indian Institutes of Science Education and Research und einige zentrale Universitäten wie die in Delhi, Hyderabad und Punjab). Er finanziert mit dem Preisgeld vom Infosys Preis eine Initiative zur Verbesserung des Mathematikunterrichts in Indien, wobei er mit dem befreundeten theoretischen Physiker Rajesh Gopakumar zusammenarbeitet.
In seiner Freizeit liebt er klassische indische Musik, besonders Ragas im Kedar- und Yaman-Stil.